# Balindong
Balindong (Watu) ist eine philippinische Stadtgemeinde in der Provinz Lanao del Sur. Sie hat 29.180 Einwohner (Zensus 1. August 2015).

## Baranggays
Balindong ist politisch in 38 Baranggays unterteilt.
| - Abaga (Mapantao) - Poblacion (Balindong) - Pantaragoo - Bantoga Wato - Barrit - Bubong - Bubong Cadapaan - Borakis - Bualan - Cadapaan - Cadayonan - Kaluntay - Dadayag | - Dado - Dibarusan - Dilausan - Dimarao - Ingud - Lalabuan - Lilod - Lumbayao - Limbo - Lumbac Lalan - Lumbac Wato - Magarang - Nusa Lumba Ranao | - Padila - Pagayawan - Paigoay - Raya - Salipongan - Talub - Tomarompong - Tantua Raya - Tuka Bubong - Bolinsong - Lati - Malaig |